# Willowick (Ohio)
Willowick es una ciudad ubicada en el condado de Lake en el estado estadounidense de Ohio. En el Censo de 2010 tenía una población de 14171 habitantes y una densidad poblacional de 2.157,51 personas por km².

## Geografía
Willowick se encuentra ubicada en las coordenadas 41°38′4″N 81°28′5″O / 41.63444, -81.46806. Según la Oficina del Censo de los Estados Unidos, Willowick tiene una superficie total de 6.57 km², de la cual 6.57 km² corresponden a tierra firme y (0%) 0 km² es agua.

## Demografía
Según el censo de 2010, había 14171 personas residiendo en Willowick. La densidad de población era de 2.157,51 hab./km². De los 14171 habitantes, Willowick estaba compuesto por el 95.05% blancos, el 2.53% eran afroamericanos, el 0.15% eran amerindios, el 0.77% eran asiáticos, el 0% eran isleños del Pacífico, el 0.21% eran de otras razas y el 1.3% pertenecían a dos o más razas. Del total de la población el 1.32% eran hispanos o latinos de cualquier raza.